# مرض تأخير الهجرة
مرض تأخير الهجرة (بالإنجليزية: Immigration delay disease)‏ أو اللانحت الجِلدي (بالإنجليزية: Adermatoglyphia)‏ هو اضطراب جيني نادر جدًا يؤدي إلى عدم وجود بصمات الأصابع لدى الشخص المُصاب به. هُناك فقط حوالي 4 عائلات ممتدة مَعروفة في العالم مُصابة بهذه الحالة.
نُشرَ في 2011 وصفٌ لحالة فردية لشخصٍ من سويسرا لا يمتلكَ بصمات الأصابع. وضع هذا النمط الظاهري على خريطة الكرموسوم الرابعq22. كُشف عن وجودِ طفرة نقطية في موضع تضفير 3' إكسون لجين SMARCAD1-هيليكاز، حيثُ تؤدي الطفرة إلى قصرٍ في البروتين الجلدي المُحدِد، أظهر شكل الطفرة متغاير الزيجوت وجود نمط سيادةٍ جسدية.
هُناك حالاتٌ أخرى تؤدي إلى غيابِ بصمات الأصابع، ولكنَّ النحت اللاجِلدي لا يُظهر أي آثار جانبية أُخرى. الطفرات في الهيليكاز موجودة في أمراضٍ جينية نادرة أُخرى، مثل متلازمة فيرنر.

## التسمية
اللانحت الجِلدي (Adermatoglyphia)، ‏(A) تُفيد النفي، ‏(dermato) بمعنى جلدي، ‏(glyphia) بمعنى (carving) والتي تعني نَحت، وبالتالي تُصبح لانَحت جلدي.
سُمي بمرض تأخير الهجرة؛ لأنه يؤثرُ على الأفراد حيث يواجه المصابين به صعوبةُ في دخول البلدان التي تتطلبُ بصمات الأصابع لتحديدِ الهوية.